# 토마스 트란스트뢰메르
토마스 예스타 트란스트뢰메르(스웨덴어: Tomas Gösta Tranströmer, 1931년 4월 15일 ~ 2015년 3월 26일)는 스웨덴의 시인, 번역가이다. 2011년 노벨 문학상을 수상하였다.
대표작으로 〈정오의 해빙〉, 〈사물의 맥락〉, 〈몇 분간〉, 〈비가〉 등이 있다.

## 같이 보기
- 노벨 문학상 수상자 목록